# Cleistes lepida
Cleistes lepida é uma espécie de orquídea terrestre de folhas alternadas e flores grandes que abrem em sucessão, com raízes tuberosas delicadas, habitante do sul da Venezuela ao sudeste do Brasil.